# Космос-2019
Космос-2019 је један од преко 2400 совјетских вјештачких сателита лансираних у оквиру програма Космос.
Космос-2019 је лансиран са космодрома Плесецк, СССР, 5. маја 1989. Ракета-носач Сојуз је поставила сателит у орбиту око планете Земље. Маса сателита при лансирању је износила 6300 килограма. Космос-2019 је био војни сателит за фотографску картографију.